# (10634) Pepibican
(10634) Pepibican est un astéroïde de la ceinture principale. Il porte ce nom en hommage au footballeur Joseph Bican. Le tchécoslovaque est l’un des plus grands buteurs de l’histoire de ce sport, ayant inscrit + de 800 buts dans les années 1930/1940 d’après la FIFA. 

## Description
(10634) Pepibican est un astéroïde de la ceinture principale. Il fut découvert le 8 avril 1998 à l'Observatoire d'Ondřejov par Lenka Šarounová. Il présente une orbite caractérisée par un demi-grand axe de 2,49 UA, une excentricité de 0,02 et une inclinaison de 4,9° par rapport à l'écliptique.

## Compléments